# 17
Évszázadok: i. e. 1. század – 1. század – 2. század
Évtizedek: i. e. 30-as évek – i. e. 20-as évek – i. e. 10-es évek – i. e. 1-es évek – 1-es évek – 10-es évek – 20-as évek – 30-as évek – 40-es évek – 50-es évek – 60-as évek
Évek: 12 – 13 – 14 – 15 –  16 – 17 – 18 – 19 – 20 – 21 – 22

## Események

### Római Birodalom
- Lucius Pomponius Flaccust (helyettese Caius Vibius Marsus) és Caius Caelius Rufust (helyettese Lucius Voluseius Proculus) választják consulnak.
- A Rómába visszatérő Germanicus diadalmenetet tart germániai győzelmeiért, bár a germán törzsszövetség vezetőjét, Arminiust nem sikerült elfogni vagy megölni és a további hódítást is feladták.
- Germanicust különleges jogosultsággal Keletre küldik, hogy felügyelje az ottani provinciák ügyeit. A hagyományok alapján ezzel Tiberius császár örökösének ismerik el. Germanicus Görögországba utazik, ahol állítólag Tiberius nevében kocsihajtásban megnyeri az olümpiai játékokat, majd az actiumi csata színhelyén alapított Nikopoliszban várja be következő évi consuli kinevezését.
- Tiberius Rómába rendeli Arkhelaosz kappadókiai királyt, akit árulással vádolnak (állítólag csak azért, mert nem volt elég pénz a légiók kifizetésére és így akartak többletbevételhez jutni). Mielőtt elítélnék, az idős király meghal (vagy öngyilkos lesz). Kappadókiát római provinciává konvertálják.
- III. Antiokhosz kommagénéi király halála után politikai válság tör ki a királyságban. A pártok Tiberius császárhoz küldik követeiket, aki római fennhatóság alá helyezi és Syria provinciához csatolja Kommagénét.
- Africában a musulamii berber törzs fellázad a területükre építendő út miatt és szomszédaik is csatlakoznak hozzájuk. Vezérük, Tacfarinas eleinte gerillamódszerekkel harcol Marcus Furius Camillus helytartó ellen, majd római módra kiképzi embereit és csatát vállal a Legio III Augustával szemben. A berberek súlyos vereséget szenvednek, Tacfarinas a sivatagba menekül, innen folytatja harcát.
- Kis-Ázsiában egy földrengés romba dönti Szardeisz városát.
- Heródes Antipasz a Galileai-tó partján megalapítja Tiberias városát.

### Germánia
- Háború tör ki az Arminius vezette heruszkok és Maroboduus markomannjai között. Egy eldöntetlenül végződő csata után Maroboduus visszahúzódik a cseh erdőségekbe.

## Halálozások
- Ovidius, római költő
- Titus Livius római történetíró
- Arkhelaosz, Kappadókia királya.
- III. Antiokhosz, kommagénéi király

## Fordítás
- Ez a szócikk részben vagy egészben  a(z)   17 című német Wikipédia-szócikk ezen változatának fordításán alapul.  Az eredeti cikk szerkesztőit annak laptörténete sorolja fel. Ez a jelzés csupán a megfogalmazás eredetét és a szerzői jogokat jelzi, nem szolgál a cikkben szereplő információk forrásmegjelöléseként.